# Криниці (річка)
Криниці — річка у Новгород-Сіверському районі Чернігівської області, ліва притока річки Ірванець (басейн Дніпра).
Довжина 11 км, площа басейну — немає даних. Бере початок на північний схід від села Ломанка. Впадає у річку Ірванець у селі Лизунівка.
Заплава заболочена. Русло, окрім пригирлової частини — каналізоване

## Притоки
Безіменні струмки